# Лью Арчер

Пол Ньюман в первой экранизации романа «Живая мишень», поставленной по сценарию Уильяма Голдмана и получившей премию Ассоциации детективных писателей Америки за лучший сценарий. Суеверный Ньюман боялся, что фильм провалится в прокате, если его название будет начинаться не на «Ха» (англ. «H»), поэтому Арчер стал Харпером. Интуиция не подвела актёра — фильм принёс большой доход и увеличил популярность Ньюмана

Лью А́рчер (англ. Lew Archer) — вымышленный калифорнийский частный детектив, главный герой детективной серии американского писателя Росса Макдональда.
Несмотря на высокую оценку литературоведов, романы Макдональда не пользовались успехом у широкой публики. На протяжении двадцати лет со времени публикации первой книги серии (1949), даже после выхода в прокат голливудского блокбастера (1966) с участием звёзд первой величины, романы об Арчере продолжали выходить малыми тиражами. Большинство литературоведов объясняет это, в первую очередь, высокоинтеллектуальным литературным стилем автора, обилием цитат и отсылок к произведениям классической литературы, которые могли быть непонятными для среднестатистического американского читателя, а также отказом автора от изображения в своих книгах сцен жестокости и насилия, секса и потребительского отношения к женщине, и, не в последнюю очередь, из-за расово-этнической и политической толерантности главного героя, его молчаливой поддержки маргинальных и непопулярных на тот момент общественных движений.
Романы о приключениях Арчера позитивно оценивались, в том числе, и советскими литературными критиками, охотно публиковались в Советском Союзе и странах соцлагеря; в период застоя, в виде коротких рассказов, печатались миллионными тиражами в центральных литературных изданиях — журналах «Огонёк» и «Аврора». Всего об Арчере повествуют восемнадцать романов и ряд рассказов, написанных Макдональдом между 1946 и 1977 годом, точное количество которых неизвестно. Три из них были экранизированы.

## Создание и становление персонажа, его автобиографичность
До того, как он стал писать детективы, Макдональд уже имел продолжительный опыт написания литературных произведений в других жанрах. Он остановился на детективном жанре во многом благодаря его доступности массовому читателю, а также потому, что детектив, по его мнению, показывает жизнь со всеми изъянами и опасностями. К началу 1950-х годов популярность массовых литературно-художественных журналов стала сходить на нет, их место стали занимать «дайджесты», которые и открыли дорогу Россу Макдональду и его Лью Арчеру. Научная сотрудница кафедры английского языка и литературы Мэрилендского университета Кэрен Каридес, изучая неопубликованные мемуары Макдональда, установила, что первая книга об Арчере была задумана Макдональдом с целью поправить своё финансовое положение. Этого ему сделать не удалось, и дальнейшие книги он писал, как он сам выражался, уже для хорошего самочувствия. Кроме того, Арчер помог своему создателю выйти из творческого кризиса, в котором тот пребывал около двух лет. Подлинная литературная слава пришла к Макдональду далеко не сразу после появления Арчера на прилавках книжных магазинов, а лишь к 1969—1971 году, то есть больше чем через двадцать лет с момента выхода первой книги.

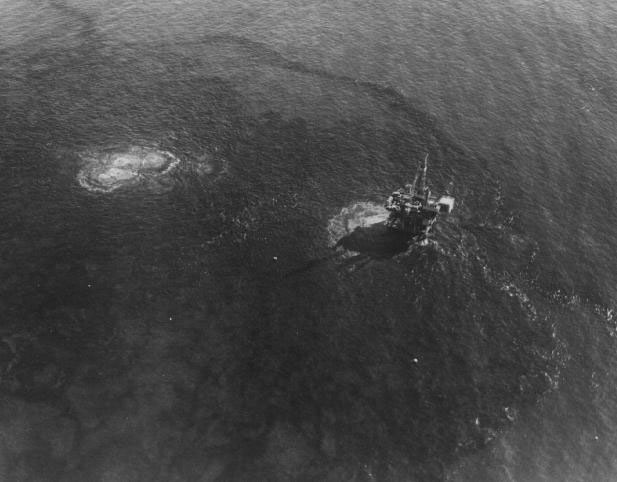
Однажды Арчер возвращался самолётом из Масатлана (Мексика) в Лос-Анджелес, и, пролетая над океаном, увидел большое нефтяное пятно у побережья, образовавшееся из-за халатности нефтяных магнатов Ленноксов. Макдональд по собственной инициативе организовал общественную кампанию по борьбе с нефтепромышленниками, по вине которых в 1969 году произошёл в прибрежной зоне Санта-Барбары. Этот и подобные случаи из жизни автора не могли не отразиться на деятельности его персонажа

Профессор английского языка и литературы Университета Вандербильта Майкл Крейлинг уверен, что некоторые из книг Макдональда об Арчере более чем автобиографичны. Основу романов об Арчере, по мнению Крейлинга, составляет чувство вины, которое, обособившись от человеческой памяти, эволюционирует на протяжении долгих лет, после чего заплетается в очередное дело, которое и распутывает Арчер. Детство Макдональда, полное тревог и страданий почти зеркально отобразилось в его романах, и Арчер раз за разом вовлечён в семейные дела, в которых он пытается либо сплотить семью, которой угрожает разобщение и распад, либо понять, почему́ всё вышло именно так, если всё слишком поздно и поправить что-либо не получится. Подобно диккенсовскому «Оливеру Твисту», который в значительной мере повлиял на литературный стиль Макдональда, чего он не скрывал, многие романы об Арчере — истории о ребёнке, который ищет отца, и наоборот, об отце, который ищет своего ребёнка. Семья в опасности — сюжетообразующая тема в романах Макдональда.
Сам персонаж с течением времени тоже слегка изменился — в более ранних произведениях Арчер был более жёстким и грубым по сравнению с самим собою в последующих книгах серии, и это отличает его от Филипа Марлоу, который за всю свою литературную жизнь вообще не изменился, ни на йоту, — категорично утверждает научный сотрудник факультета английского языка и литературы Университета Миссури-Сент-Луис Питер Вульф. Шесть романов об Арчере были написаны Макдональдом до курса психотерапии. По мере того как Макдональд проходил курс психотерапии, Арчер становился всё более интроспективным. После этого этапа в жизни Макдональда, начиная с «Дела Гэлтона», произошли значительные изменения как в подходе, так и в самой личности Лью Арчера, который всё более отдалялся от шаблонного детективного персонажа. Выход «Дела Гэлтона», по мнению Дэвида Говарда, ознаменовал собой окончание целой главы в истории крутого детектива.
Макдональд наделил чертами своей личности не только, и даже не сто́лько Арчера, а самых разных персонажей в разных произведениях. В подтверждение этого он говорил о своих романах: «Определённо, Арчер — не является центральным объектом моего интереса, ни даже персонажем, чья судьба меня интересует больше других». Роман «Дело Гэлтона» явился для Макдональда прорывом во всех смыслах. Повторяя судьбу самого Макдональда, роман является историей о детях и их исчезнувших отцах. Один из ключевых персонажей романа, Джон Гэлтон, который глубоко симпатичен Арчеру, имеет вымышленную биографию, очень схожую с биографией автора. Последующее расследование Арчера открывает факты, которые уже не оставляют никаких сомнений — это факты из жизни самого Макдональда. В конце романа Арчер сводит вместе Джона, его невесту и мать, то есть воссоединяет семью, при этом скрыв от них правду и закрыв глаза на совершённые Джоном преступления, чтобы семья смогла жить счастливо и без оглядки на прошлое. У менее одарённого автора такая развязка вряд ли была бы воспринята читателями с пониманием, — здесь, как отмечает научный сотрудник кафедры английского языка и литературы Университета Индианы Дэвид Джордж Говард, нужно отдать должное недюжинному литературному таланту Макдональда. В следующих десяти романах Арчер предстаёт уже преобразившимся.
В период расовой напряжённости, когда негр, попавший в жернова американского правосудия, фактически обречён, — ведь законы, написанные белыми для белых, на него не распространяются, — Арчер может и заступиться за невиновного, не отворачиваясь из-за цвета кожи. Благодеяния Арчера совпали по времени с периодом, когда любая помощь ближнему в Соединённых Штатах донельзя огосударствливалась и бюрократизировалась.
Сложные времена, которые Макдональд переживал в браке, напрямую отражались на поведении Арчера. Так, в некоторых романах, Арчер, словно забыв о своём призвании, рассуждает, что некоторым семьям полезно жить раздельно, никогда не пересекаться друг с другом, и общаться по переписке, одно письмо раз в год. Сюжет с клиентом Арчера, нанявшем его для поисков пропавшей дочери, в наибольшей степени автобиографичный, так как за год до выхода романа Макдональду пришлось разыскивать свою дочь Линду, которая и без того доставляла писателю немало хлопот . «Богатых не казнят», — такой вывод делает Арчер в одном из романов, и простому читателю невдомёк, что это наблюдение сделано Макдональдом в жизни его собственной дочери.
Если Хэммет и его «сотрудник» вместе со Спейдом убеждены, что могут безошибочно отличать правильное и неправильное, и точно так же Чандлер с Марлоу уверены, что могут судить о добре и зле, то Макдональд и Арчер открыто расписываются в своей неспособности рассудить где зло, а где добро, потому как все персонажи Макдональда двойственны по природе и не могут быть однозначно отнесены ни к плохим, ни к хорошим. «В моих романах отсутствует отчётливая грань между добром и злом, потому что я вижу мир в совсем других тонах», — так комментировал это Макдональд.
О своём альтер эго Макдональд говорил следующим образом: «Я не Арчер, но Арчер — это я». Как и Конан Дойль, и другие авторы детектива, Макдональд в какой-то момент тоже «устал» от Арчера, о чём признался в 1953 году в беседе с одним из своих старых знакомых писателей: «Опять этот Арчер… Я б от него избавился, хоть ненадолго, но видимо он мой хлеб насущный».

## Творческий поиск и связь с другими персонажами детективного жанра

### Влияние предшественников
Согласно Льюису Муру, Арчер является, вероятно, наиболее задумчивым детективом после Шерлока Холмса. Даже Марлоу стоит на третьем месте. Ближе всего черты Арчера другому классическому детективу — Огюсту Дюпену, даже несмотря на то, что Лос-Анджелес середины XX века, в романах Макдональда очень отличается от Парижа XIX века в книгах Эдгара По. Советская писательница Наталия Ильина отмечает, что ни Шерлок Холмс, ни Дюпен, ни Пуаро, ни Мегрэ, ни Ниро Вульф совести своей не продают, на компромиссы с виновными не пойдут, защищать готовы лишь правое дело. Таков и странствующий рыцарь Лью Арчер, которому коня заменил автомобиль. Его симпатии на стороне тех, кто слаб и угнетен. Он, хоть и существует на заработок частного сыщика, бедным готов помочь бесплатно. Профессия сыщика, как и профессия врача, несовместима с цинизмом и равнодушием к человеческой судьбе. Сыщику должна быть свойственна внутренняя невозможность примириться со злом, оставить его безнаказанным.

Странствующий рыцарь Арчер неотделим от своей машины. Машина Арчера — его рабочее место

Как отмечает Майкл Крейлинг, с момента окончания колледжа и до выхода первой книги об Арчере в 1949 году (а Макдональд и Арчер почти ровесники), Макдональд перепробовал многие другие жанры, но остановившись на детективе, он твёрдо поставил перед собой цель создать новый поджанр, такой, который не закончился бы с выходом одной книги, а перерос в серьёзную литературную традицию. Макдональд путался в признаниях, кого́ он считает патриархом американского жёсткого детектива. Сначала это был Хэммет. Присутствие Хэммета в романах об Арчере, сам хэмметовский стиль, тяжело не заметить, — убеждён Майкл Крейлинг.
Чандлер получил признание Макдональда много позже. Но как отмечает доцент кафедры английского языка и литературы при Бронкском колледже Нью-йоркского городского университета Джон Пол Атанасурелис, без сравнения Арчера с чандлеровским Марлоу не обойтись, не только лишь из-за Южной Калифорнии, в которой работают оба сыщика, но в большей степени, из-за стиля Макдональда — стиля, разработанного Хэмметом и развитого Чандлером. Манера поведения Арчера с клиентами, полицией, преступниками во многом повторяет чандлеровский шаблон, и что самое важное, главный герой обоих мэтров детективного жанра занимает всего-навсего позицию посредника правосудия, не претендуя на исключительную роль.
По словам Дэвида Лехмана, нет никакого сомнения что Чандлер — наставник Макдональда, литературный отец.
Поначалу романы Макдональда об Арчере имели очень скромный успех среди читателей, что, среди прочих причин, объяснялось и тем, что предшественниками Макдональда были такие титаны как Хэммет и Чандлер, выйти из тени которых было непростой задачей, а уж стать с ними в одном ряду — и вовсе чем-то запредельным.
На момент написания Макдональдом его диссертации, в Америке шло противоборство двух школ литературной методологии — классического риторико-поэтического учения Аристотеля, изложенного им в «Поэтике», и школы «Новой критики» Джона Рэнсома, последователем которой некоторое время являлся и Макдональд. Доцент кафедры английского языка и литературы Бингемтонского университета Майкл Шарп, изучая записки Макдональда, относящиеся к периоду написания диссертации, пришёл к выводу, что Макдональд внимательно следил за развитием дискуссии, и в итоге перешёл на сторону классической школы, которая особое внимание уделяла значению сюжета в создании трагического произведения. Это в дальнейшем отразилось на литературном стиле Макдональда, у которого с тех пор преобладало единство сюжета, контрастно отличающееся от множества разбегающихся в разные стороны сюжетных линий в произведениях Хэммета и Чандлера, многие события у которых остаются совершенно не объяснёнными, — у Макдональда все фрагменты слеплены воедино и нет пробелов. На ранних этапах Макдональд имел «конёк», и в разговорах с издателем часто козырял тем, что в отличие от Чандлера, который был мастером эпизода и которому никогда не давалось создание связного целого, о чём знали все, включая самого Чандлера, он, Макдональд, был способен предоставить издательству цельный сюжет, вместо дюжины эффектных, но бессвязных отдельных сцен. И если пороком Чандлера была неспособность построить структуру цельного сюжета, то для Макдональда таким же пороком стала его сверхконцентрация на структуре сюжета в ущерб действующим лицам, в этот сюжет вовлечённым.

### Отличия
Вовлечённость, граничащая с одержимостью, с которой Арчер подходит к запутанным семейным делам, разительно отличает работы Макдональда от работ Чандлера. Кроме того, как убеждён Дж. П. Атанасурелис, Арчер является персонажем более глубоким, чем Марлоу. Макдональд, — по мнению редактора ряда кембриджских изданий, профессора английского языка и литературы Фордхемском университете Леонарда Каззуто, — вероятно наиболее сентиментальный из всех американских писателей-детективистов, вот и Арчер — сентиментальный, можно даже сказать чувствительный, герой крутого детектива, и обилие сострадания к ближним разительно отличает его от Марлоу — благородного, но хладнокровного героя. «Когда я читал роман Макдональда, я был готов заплакать», — пишет литературный критик Кирилл Анкудинов. Вероятно, Макдональд превзошёл Чандлера в моралистике, и тому есть объяснение, ведь Арчер, в отличие от Марлоу, гораздо более заинтересован в изучении внутреннего мира тех, с кем сталкивается по ходу развития сюжета.
Тема взаимодействия с полицией также является весьма важной для Макдональда. Государственная власть нередко предстаёт в лице неопытных и скорых на руку полицейских, и Арчер, подобно Капитану Немо, сходит с «Наутилуса» и говорит с властями эзоповым языком сарказма и литературных аллюзий — языком, который властям малопонятен. Там, где у Чандлера чётко проведена черта между хорошими полицейскими и плохими, у Макдональда всегда туман — один и тот же представитель власти может в разное время быть в глазах читателей и плохим, и хорошим. Ещё больше неопределённости добавляет и то, что он может быть и тем, и другим одновременно, или вообще не быть ни тем, ни другим. Что также отличает Макдональда от Чандлера, это его социальный критицизм и далеко не однозначное изображение коррупции. Макдональд замахнулся на освещение кризиса современного гуманизма в каждом деле Арчера. Что роднит Арчера с Марлоу и отличает их двоих от всех остальных вымышленных детективов, так это их тяга к общению с современниками: обсуждать, спорить, поучать, и иногда даже учиться. Ответственность за свои поступки и за судьбы окружающих — движущие силы как Арчера, так и Марлоу, выгодно отличающие их от Майка Хаммера и Сэма Спейда.
Согласно мнению профессора английского языка и литературы Университета Лонг Бич Дэвиду М. Файну, начиная с 1959 года, сходство между Арчером и Марлоу становится всё менее заметным. Арчер постепенно превращается из хэммето-чандлеровского человека действия в героя-моралиста, ищущего ответа на вопрос: «почему́ люди творят зло?». К моменту выхода романа «Погребённый», Арчер уже очень далеко отошёл от стереотипного детектива, вроде верных личному профессиональному кодексу безымянного «сотрудника» и Сэма Спейда, или по-пуритански предвзятого пилигрима Марлоу. При этом Арчер, как и его предшественник Марлоу, не является кабинетным детективом, и предпочитает проверять свои гипотезы, отметая неподтверждённое, ему свойственны ошибки допущенные в расчётах, и тем не менее, эти ошибки он исправляет по мере продвижения расследования.
В отличие от Спейда и безымянного «сотрудника», он часто ненавидит собственную работу, за то зло, в которое бывает втянут, и в отличие от Спейда, пару раз за всю свою литературную жизнь, учтя исключительные обстоятельства, он может отпустить убийцу, ставшего (ставшую) жертвой этих обстоятельств. От «сотрудника» до Арчера моральный кодекс крутого детектива претерпел значительные изменения, от простой этики профессионализма, до осознания всей глубины человеческой природы, и что характерно для Марлоу и Арчера, окружённых предательством со всех сторон — триумф справедливости оборачивается для них поражением на всех личных фронтах, — пирровыми победами называет это советский литературовед, член Союза писателей СССР Абрам Вулис. По мнению Джорджа Грельи, это — жертва, приносимая этими людьми на алтарь преданности собственного кодекса чести. Детектив в конечном счёте всегда одинок, не потому что романтический герой обречён на одиночество, но из-за того, что он слишком хорош для общества, в котором обитает. Своей естественной добротой Арчер отличается от всех своих коллег. Вероятно, самый симпатичный из всех представителей жанра, среди его сильных сторон нет ни цинизма, ни жёсткости, но безграничная способность к состраданию. Время от времени, и Марлоу, и Арчер, могут и дать сдачи, и даже выстрелить в ответ, но чаще всего они принимают на себя удары разной силы и свойства, от пощёчины до тяжких побоев. Это предупреждения, исходящие как от преступного мира, так и от официальных властей, но оба героя не внемлют им, и только лишь поправившись от ран, приступают к незавершённому расследованию. Как преемник детективного героя хэммето-чандлеровского типа, Арчер — блистательный аналитик в роли мифологического героя-защитника, нисколько не «гений», просто толковый, смекалистый парень, трудяга, на чью долю выпадает немало шишек. Грубоват, как и большинство тех, с кем он имеет дело, не лишён юмора — иначе какой же из него современный герой? И всё же он — вольный рыцарь в чуточку потускневших доспехах, надежда и опора добра, заведомый победитель в очередной схватке с силами зла, — так характеризует Арчера советский публицист и критик, автор книг и многих статей по вопросам зарубежной культуры, истории и социологии Юрий Каграманов.

### Наследники
По словам профессора английского языка и литературы Уэслианского университета в Дакоте, д-ра Мэри Вайнкауф, совершенно очевидно, что Арчер происходит от Сэма Спейда и даже, в большей степени, от Филипа Марлоу. Подобно немногословным героям американского вестерна, которые молча приезжают в городок, обуреваемый всевозможными страстями и преступлениями, расправляются с разной нечистью, и молча из него уезжают, Арчер и Марлоу добросовестно делают своё дело, но только обходясь без оглушительной стрельбы и имея дело с сокровенными тайнами жителей этого городка, превратившегося теперь в оазис прогресса. И поскольку имя Арчера стоит не последним в цепочке производных персонажей от Филипа Марлоу, было бы не лишним упомянуть и других, более современных наследников, ведь теперь и тот, и другой — «ископаемые» в мире инноваций. Реликтность Арчера и Марлоу подтверждается и тем, что их наследники, современные вымышленные частные детективы — это уже не белые англосаксонские протестанты, их время безвозвратно ушло. Как показывают примеры, теперь это вполне может быть, и вероятнее всего будет женщина, возможно даже феминистка; негр или представитель нацменьшиств, или даже сексменьшинств; еврей-хиппи, защитник дикой природы, практик йоги, завсегдатай оперы, турист-экстремал и так далее.

## Краткая биографическая справка
События первого романа о приключениях Арчера — «Живая мишень» (1949), начинаются, когда ему тридцать пять лет (в поздних работах ему уже под шестьдесят). Имя Арчер было позаимствовано Макдональдом у напарника Сэма Спейда — Майлза Арчера, убитого в начале романа «Мальтийский сокол». Это было мудрым поступком со стороны Макдональда, назвать так своего главного героя, по имени забытого партнёра Сэма Спейда, чьё главное предназначение было исчезнуть, — считает нью-йоркский литературный критик Дэвид Лехман. В то же время, Лью Арчер вобрал в себя больше качеств от чандлеровского Филипа Марлоу. Макдональд создал Арчера в очень удачное для себя время — как раз во время шестилетнего перерыва Чандлера в работе над романами о Марлоу.
Итак, Льюис Арчер родился в Лонг Бич, 2 июня 1913 или 1914 года, что в определённом смысле символично, так как 2 июня 1938 года — день свадьбы Макдональда и его жены Маргарет, также писательницы детективного жанра, начавшей свою карьеру почти за десять лет до детективного дебюта Макдональда.
В 1920 году Арчер пошёл в начальную школу в Окленде. По окончании начальной школы он пошёл учиться в среднюю школу им. Вудро Вильсона, только в которую из них — неизвестно, поскольку в США есть много школ, носящих имя Вудро Вильсона, расположенных в разных штатах. Затем — бурная молодость. До поступления на службу в полицию он участвовал в подпольных боях, букмекерствовал. Затем, начиная с 1935 года, пять лет службы в полиции Лонг Бич. После увольнения из полиции какое-то время работал частным детективом. После вступления Америки в войну — служба в армейской разведке. После победы возвратился к частной детективной практике.
Какое-то время после ухода из полиции и перед началом частной детективной деятельности он успел жениться. После свадьбы он переехал в пятикомнатное бунгало, в довольно престижном Западном Голливуде. Жена развелась с ним после десяти лет совместной жизни, — брак треснул по швам в 1949 году. Читателю не говорится прямо, почему его жена ушла, но предоставляется самим решить: либо это было сделано из-за его работы, либо же причиной послужил ненормированный рабочий график, либо круг лиц, с которыми он общался по роду деятельности. В его рабочем графике действительно стоит искать причину развода — ведь его преданность работе не оставляет места для семейного счастья.
После развода Лью продал дом и переехал в скромную квартиру, на втором этаже дома, расположенного в Западном Лос-Анджелесе. События большинства романов о нём разворачиваются в сравнительно короткий временной отрезок — от двух до четырёх суток, ровно половину из которых он проводит вообще без сна или отдыха, поэтому, даже учитывая то, что события одного из романов начинаются у него дома, автором ничем не показывается специфичность жилища, кроме указания её владельца. Арчер периодически бывает дома, где, по его словам, настолько одиноко, что лишь бутылка молока разнообразит его компанию. И в то же время он ценит своё жилище, как нечто единственно постоянное в его жизни. В одном из романов описывается сцена приготовления Арчером еды на кухне, с покрытым линолеумом полом.
Арчер скрытен, когда речь заходит о деталях его прошлого, поэтому в его биографии много неясного — уезжал он или нет из Лос-Анджелеса на десять лет с 1945 по 1955 год, возвращался ли он на службу в полицию после увольнения, — некоторые этапы его биографии рождают больше вопросов, чем ответов, поэтому, для того чтобы лучше понять его личность, нужно по крупицам собирать информацию о нём, разбросанную на страницах всех восемнадцати романов.

### Внешний вид и физическая форма
Несмотря на тонкую душевную организацию, Арчер вовсе не доходяга. Напротив, он с лёгкостью победил здоровенного громилу в одном из романов, намекнув в другом, что играл в американский футбол в годы учёбы. Рост Арчера в разных произведениях колеблется между шестью футами и шестью футами двумя дюймами (183—188 см), при весе 190 фунтов (86 кг). Физическую силу, как и оружие, Арчер пускает в ход лишь в самых крайних случаях, и чаще бывает бит, чем сам кого-либо бьёт. Для него насилие — это нечто, с чем необходимо бороться, а не раздавать тумаки направо и налево, как это делают некоторые, менее эрудированные представители жанра. Он подтянут, в нём чувствуется военная выправка. Кроме того, Арчер — умелый пловец.

## Детство и юность
Арчер знаком с преступностью не понаслышке. В детстве ему случалось с компанией угонять машины, участвовать в массовых драках с лос-анджелесскими молодёжными бандами; красть разную мелочь. Поворотным пунктом его биографии стала случайная встреча в магазине «Сирс и Робак», откуда малолетний Арчер выносил украденный им только что машинный аккумулятор. Встреченный человек в штатском, насквозь пропахший виски, который мгновенно понял, что происходит, ухватил Лью за шиворот и прижал к стенке. Затем незнакомец, который вне всякого сомнения был детективом в цивильной одежде, поведал несовершеннолетнему Арчеру, какая статья предусматривает ответственность за то, что он только что пытался сделать, и что его ждёт после суда. Однако же арестовывать его он не стал, отпустив незадачливого воришку. «Я ненавидел его долгие годы… и никогда в жизни больше ничего не воровал. К вящей славе алкоголического детектив-сержанта… меня, то есть», — вспоминает Арчер трансформацию всей своей жизни. Во многом этот опыт предопределил и то уважение, с которым Арчер всю дальнейшую жизнь относится к закону и его представителям, что немаловажно, так как даже став свидетелем судебной ошибки, в результате которой невиновный человек оказался приговорён за убийство, которого не совершал, Арчер не потерял веры в американскую правовую систему. Макдональда, по его собственным словам, в снах преследовал подросток, он когда-то был — его тёмной стороной, и за шестнадцать лет своей юной жизни уже успел пожить в пятнадцати разных домах, влача нищенское существование. Чувство вины и злоба переполняли Макдональда от увиденного, и отразились, в том числе, на его главном герое.
В семнадцать лет Арчер уже работал на сезонной работе в Сьерра-Неваде, сёрфил на пляжах Сан-Онофре, и щеголял своим «фордом» в Лонг Бич, и был заядлым киноманом. Затем он работал докером в Сан-Педро (порту Лос-Анджелеса). Двадцатилетний Арчер засматривался кино. Кинотеатры соответствовали своему названию и в них демонстрировались лишь крупнобюджетные, масштабные картины, с участием звёзд первой величины. Фильмы категории «B», в том числе и сериалы, шли в прокате небольших киносалонов, по ценам доступных для молодёжи и трудящихся субботними сериалами про полицейского инспектора Фейта в исполнении Рэймонда Кэмпбелла, что окончательно повлияло на выбор дальнейшей профессии. Сериал про инспектора Фейта заложил в Арчере представления о том, каким должен быть настоящий блюститель закона, и заставил его не только пойти на службу в полицию, но и уйти оттуда, когда там «что-то подгнило».

## Служба в полиции и армии
До Второй мировой войны Арчер получил пятилетний стаж работы в полиции Лонг-Бич, закончив службу в звании детектива-сержанта. Он выглядит, ведёт себя, и даже пахнет как полицейский. Что ж, — как он сам говорит по этому поводу, — униформу всегда можно снять, но только выправки не спрячешь. Эта его экс-полицейскость наглядно продемонстрирована во всех романах, и заметно выделяет его на фоне других персонажей частного детективного жанра, стремящихся полностью или частично отмежеваться от полиции — Арчер ассоциирует себя с органами правопорядка. И делает это не только по голосу совести, частенько — преследуя собственные интересы. И действительно, зачем раньше времени говорить людям что ты уж пять лет как не в полиции и смущать их этим, если они сами хотят тебе рассказать что-то важное?
Арчер о своём полицейском прошлом он если и говорит, то неохотно. Одной из причин его ухода из органов правопорядка послужила неспособность действовать в рамках установленных процессуальных правил и неистребимая привычка полагаться более на свою интуицию, чем на улики или доказательства. Позже, в ходе своей частной детективной практики, он обоснует это тем обстоятельством, что он, выполняя частные заказы, выходил на преступников, которые в своё время ушли от правосудия, именно потому что полиция, в первую очередь, стремиться поскорее отчитаться и закрыть дело, а не раскрыть и привлечь к ответственности истинных злоумышленников. Это не про Арчера, — убеждён почётный профессор английского языка и литературы Питтсбургского университета Роберт Гейл, — Лью предпочитает долгое милосердие скорому «правосудию». Первопричиной же его ухода явилась нетерпимость к любого рода заискиванию перед начальством и коррупции во всех проявлениях. Арчер, будучи человеком в высшей степени порядочным и верным привычкам, тщательно заменяет бранные слова остроумными эвфемизмами, и на вопрос почему он ушёл из полиции отвечает с вкраплением латыни: «Потому что был нетерпим к подекс оскулятус. Как бы там ни было, я не уходил — меня́ ушли». Это подтверждается в дальнейшем в разговорах с действующими полицейскими, которые знают истинную причину увольнения Арчера из полиции. Уход из органов правопорядка из-за нежелания брать взятки наглядно демонстрирует его нравственную независимость от государственной правовой системы, полной ограничений и пороков, способных отвлечь его от поиска истины, — отмечает Дж. Мэхен.

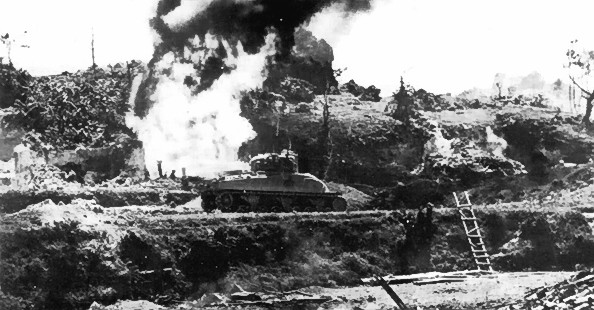
Участие в кровопролитных боях за Окинаву оставило нестираемый след в памяти Арчера. Однажды, наблюдая в ущелье упавший с обрыва и объятый пламенем грузовик, вдыхая поднимающиеся на сотни метров вверх клубы́ густого дыма горящей солярки и машинного масла, Арчер невольно для себя вновь почувствовал «Запах Окинавы»

В бытность частным сыщиком, в отличие от многих других коллег по жанру, Арчер вырабатывает почти что деловые связи с полицией, временами согласовывает свои действия с властями. Арчер вообще очень дипломатичен, в особенности когда дело касается лиц, чья протекция может ему помочь, и наоборот, если вражда с ними может ему серьёзно навредить. В то же время нельзя говорить о заискивании с его стороны — вовсе нет, просто вежливое поведение цивилизованного человека. В то же время, имея за плечами пятилетний опыт работы в полиции, Арчер в точности знает все пороки, которым подвластны стражи порядка и слуги закона, и склонен относиться к ним снисходительно, понимая те трудности, с которыми приходится сталкиваться, пытаясь подогнать правду под процедурные требования. И полиция в романах Макдональда, по мнению Мэри Вайнкауф, представлена в контрастно-положительном, если не сказать восхищённом свете.
В годы войны Арчер служил в армейской разведке под началом полковника Питера Колтона, в дальнейшем — старшего следователя окружной прокуратуры Лос-Анджелеса, который часто помогал Арчеру и выручал в затруднительных ситуациях, и одно упоминание имени которого в Калифорнии было способно вытащить из-за любой решётки. Фактически, на рекомендациях Колтона будет построена вся деловая репутация Арчера. В составе армии США Арчер проходил службу на Филиппинах, и на неназванном острове в западной части Тихого Океана. Участвовал в Битве за Окинаву, батальные сцены которой потом не раз проносилась в его памяти. С немцами он тоже сталкивался, но только с военнопленными, уже под конец войны. Война, её события и их последствия часто обыгрываются в романах об Арчере. Так, в «Живой мишени» — самом первом романе серии, гибель сына нефтяного магната на войне повлекла за собой через годы, хоть и неформально, но фактически — разрушение его семьи и многочисленные интриги, которые в итоге привели к исчезновению главы семейства и появлению Арчера, нанятого, чтобы его найти.

## Детективная деятельность
Арчер начинает детективную карьеру после ухода из полиции и возвращается к ней через неделю после увольнения с армейской службы в 1945 г.. Как и большинство частных сыщиков, Арчер начал карьеру с так называемой «оконной работы» , которой он, по его собственным словам, занимался лет десять.
Начало дебютного романа «Живая мишень» застаёт Арчера в дорогом костюме за сто пятьдесят долларов, купленном на армейские увольнительные ожидающим своего клиента. Его офис расположен по адресу Бульвар Сансет 8411½, на втором этаже двухэтажного здания, где он принимает клиентов, получает пачки счетов и различной рекламной макулатуры. По соседству с ним расположено модельное агентство Мисс Дитмар, куда стекаются несчастные девушки- модели. Офис Арчера обставлен весьма скромно: в зарубках и вмятинах серо-зелёная картотека, венецианские жалюзи на окнах, приколотые булавками к стене бумажки и фотокарточки в анфас и в профиль преступников и проходимцев, наблюдение или посещение которых может помочь при расследовании очередного дела. В приёмной его офиса — просевший диван, обтянутый зелёным кожзамом и кресло. Секретарши у него нет, он платит некоей женщине по имени Вера, чтобы та отвечала на телефонные звонки и принимала сообщения. Арчер не страдает от «представительских» трудностей при работе с богатыми клиентами, и не видит необходимости создания видимости достатка при его отсутствии.
В отличие от своих предшественников, и в первую очередь — Марлоу, Арчер не живёт в офисе, и вообще очень редко там появляется. Поэтому офис Арчера не имеет серьёзного значения, в отличие от контор его коллег в произведениях других писателей. Но это номинальный офис, а фактический — его машина, которую он никогда не бросает, и разъезжая в которой он проводит большую часть своего времени, и в которой чаще всего находит его начало большинства романов — по пути к клиенту. В романах Макдональда нигде не утверждается вслух, но создаётся устойчивое ощущение, что нормальные клиенты хотят видеть детектива у себя дома, а не ехать к нему в офис и дожидаться его, потому Арчер, большая часть коммуникаций которого приходится на телефон и почту, обычно невысокого мнения о тех, кто караулит его в офисе.
Арчер неуверен, он ли выбрал эту работу, или же работа выбрала его, но одно он может сказать уверенно — бросать её он не собирается. Для него это не работа — это призвание. Он выбрал её потому, что ему импонирует «укрощать опасность». С лёгкой иронией он приходит к выводу, что «унаследовал» свою работу от другого, более молодого Арчера — то есть себя самого, только с более идеализированной, чёрно-белой картиной мира, и её непременным атрибутом — делением людей на «плохих» и «хороших».
Сфера деятельности Арчера — это не рэкет и обычная преступная деятельность, а семейные дела, соответственно и нанимают его для поиска пропавшего человека или исчезнувшего антиквариата. И хотя в ранних работах Макдональда, Арчер путается с низшими классами, мелкими уголовниками и пройдохами. В дальнейшем круг его общения всё более смещается в сторону высшего общества, он вполне уверенно себя чувствует среди богемной публики — это, однако, вовсе не означает, что он отказывается от своих принципов и убеждений в обмен на привилегию пребывания в окружении сливок общества. Арчер хоть и чувствует себя уверенно везде, где бы он не оказался, всё же не может до конца влиться ни в одну социальную среду так, чтобы чувствовать себя «в своей тарелке». Он убеждён, что где-то существует общество, в котором он бы мог раствориться, стать рядовым, но найти это общество ему не суждено. Его неудавшийся брак — наглядный тому пример, а также тому, как останавливается время, когда речь идёт действительно о судьбоносных событиях, повлиявших на всю дальнейшую судьбу Арчера, и работу в том числе. Из-за фундаментального противоречия между его идеалами и обществом, в котором он живёт, длительная привязанность его к чему-либо невозможна. Арчер, — как отмечает Дж. Мэхен, — не пытается изменить мир, он лишь пытается достойно держаться особняком от мира, дабы быть для него более полезным. Романы об Арчере, как уже говорилось, не отдаляют читателя от мира, а наоборот, возвращают к жизни.
Несмотря на свою доброту, деньги на все затраты он берёт вперёд, так как после окончания расследования от клиентов часто сложно чего-либо добиться, но когда он принимает заказ от порядочных, но малоимущих клиентов, работает на полную катушку, без перерывов, забыв про завтрак, обед и ужин. Не делает разницы между своими клиентами, и когда приходится выбирать между двумя предложениями о найме, полагается на орлянку.
«За двадцать лет работы всё моё состояние составляло что-то в пределах трёх с половиной тысяч долларов. Но с другой стороны, я остался верен самому себе и продолжал делать то, что хотел», — так, стоически он оценивает неприбыльность своей работы, и продолжает стойко превозмогать насмешки и оскорбления, а порой и более жестокие удары судьбы. Но при этом деньги далеко не главный движитель его деятельности. Так, однажды, он превращает в конфетти чек на 100 тыс. долл., и посыпает этими конфетти «грешников» из окна офиса.
По мнению Джеффри Мэхена, материальная бедность, в которой обитает Арчер, подобно житиям святых, демонстрирует его превосходство над наживой и отказ от мирского. Читателю может показаться что мир одолел его, но в действительности он сам выбрал свою стезю. Выбор был сделан, и выбор этот — отказ от стяжательства и сребролюбия, и борьба с ним. Его отказ от крупной взятки в «Засасывающем омуте», подобно отказу Сэма Спейда в «Мальтийском соколе», является наглядным примером противлению попыткам «купить» его. Он бунтарь, отвергающий успех, который его окружает. Там, где «уважаемый» означает алчный, ему не быть ни успешным, ни уважаемым. Арчер часто работает лишь за одно лишь понимание справедливости, и свою работу порой описывает в почти что библейских выражениях, всячески укоряя себя, за то, что ещё слишком далёк от собственного идеала.
Арчер, — как пишет Дж. Мэхен, — это новый тип детективного персонажа, потому как своими свершениями он лишь бескорыстно удовлетворяет честолюбие и ничего более, в то время как традиции детективного, как и приключенческого жанра, и многих других, допускали в концовке вознаграждение всех желаний главного героя, в том числе и не совсем пристойных, ведь, как известно, победитель получает всё. Но это не про Арчера — всё его не интересует. Выполнив свой долг, он уходит за кулисы. За тридцать пять лет профессиональной деятельности, ближе к шестидесятилетию, на счету Арчера работа над несколькими десятками дел по убийству, не считая множества более мелких заказов.

## Черты характера и личные качества
Арчер, в отличие от многих других своих вымышленных коллег, искренне сочувствует своим клиентам и не гонится за долларом, он понимает окружающих и способен проникнуться чувствами других: склонен больше слушать, нежели говорить, сопоставлять, выслушивать разнообразные признания и вообще вести себя как священник на исповеди. Он этого не скрывает, называя себя «отлучённым священником». Лью немного знаком с католическим каноном, так как его мать была католичкой. В это, по мнению Майкла Крейлинга, заложен более глубокий смысл, ведь подобно тому как жертвы разных несправедливостей спешат выговориться Арчеру, а он, как гость со свадьбы из «Поэмы о старом моряке» терпеливо их выслушивает, а затем, выслушав их внимательно и благодаря этим признаниям распутав очередное дело, подобно старому моряку из той же поэмы спешит выговориться читателям и снять с себя груз. К слову, его умение терпеливо выслушивать сочетается с его натурой, которая располагает других доверять свои секреты именно ему, и порой, Арчеру приходится узнавать больше, чем хотелось.
В этом кроется его главное отличие от Спейда и Марлоу — стремление проникнуться чужой бедой и попытаться помочь. Сравнивая его с теми же персонажами крутого детектива, в первую очередь следует сказать, что Арчер не соответствует стереотипному представлению о жёстком мужике — может и растосковаться, и слезу пустить, — то, чего никогда не позволят себе Спейд и Марлоу. Экстраверт по натуре, Арчер концентрирует внимание не на себе, а на окружающих.
Хотя его высшие ценности и не называются вслух, в основе мотивов его поведения, в первую очередь, лежит стремление к торжеству правды и справедливости, однако его нельзя назвать асоциальным типом, в отличие от некоторых других персонажей его эры, индивидуалистов, которые плевали на общество — в немалой степени он является членом общества, в котором живёт и не пренебрегает общественным мнением и одобрением его действий. Он вообще очень чувствительно относится к тому, что другие говорят и думают о нём. Арчер не является героем, он не идеал, однако несёт с собой окончательное разрешение проблемы тех романов, на страницах которых существует. Что характерно для Арчера, так это осознание пределов своих возможностей, которые ему не суждено преодолеть, и действия с учётом этих пределов. Доцент кафедры американистики Мэрилендского университета Р. Гордон Келли обращает внимание на то, что Арчер не соответствует образу героя-спасителя, так как сам Макдональд не хотел видеть его в таком качестве, по его собственным словам, это было бы шагом назад для детективного жанра.
В ходе своих расследований он стремится не просто распутать дело, но понять мотивы поступков и того, что движет теми или иными индивидами, в этом Арчер проявляет гуманизм и желание восстановить моральную гармонию, сделать так, чтобы после наказания виноватых и оправдания невиновных, никто более не винил в чём-либо ни себя, ни других. Арчер вообще часто выступает кем-то вроде арбитра. Целью для него не является пристрелить виновного, или упрятать его за решётку. Иногда, Арчер даже испытывает невольную симпатию к преступникам, как жертвам весьма запутанных и сложных обстоятельств. Симпатия к преступникам — это то, что резко выделяет Арчера на фоне множества его вымышленных коллег. Узнать, что́ доводит людей до крайностей — вот в чём состоит интерес Арчера. Понять и принять таким как есть — вот одна из основных идей Макдональда. Представитель Йельской школы деконструктивизма, литературовед Джеффри Хартман склонен видеть в детективе Арчере скорее адвоката и омбудсмена, нежели человека, несущего наказание.
Всегда держит кулаки при себе. С юмором, хотя подчас не замечает как иронизируя, кого-то оскорбляет. Арчер способен даже разумный эгоизм подчинить достижению поставленной цели. Своему «сверх-я» он противопоставляет здоровую иронию. Во время его расследований Арчер приходится принимать прагматичные, но непростые и зачастую неоднозначные решения. Временами Арчеру может показаться уставшим от жизни и даже циничным, на самом деле он заботливый и сострадательный человек, работающий на пределе возможного чтобы только привнести немного человечности и справедливости в этот жестокий мир. Арчер — человек высоконравственный, придерживающийся общечеловеческих ценностей. Он верит в людей и он знает цену человеческому достоинству. Сострадание и понимание пронизывают все романы об Арчере. Макдональд называл Арчера «демократическим типом литературного героя» .
Арчер и Марлоу — заложники своего человеколюбия и порочного общества, которое их окружает. Хотя Арчер, в отличие от Спейда и Марлоу, не способен эффективно дистанцировать себя от клиентов, создать невидимую преграду, которая бы отделяла личное от профессионального.
его отношения с клиентами часто выходят за рамки чисто профессиональных. Это не означает, что он позволяет фамильярность, но в нельзя и сказать, что он делает что-либо из-за денег. При этом, когда Арчеру становится известно, что его знакомые замешаны в каких-либо преступлениях, он готов переступить через дружбу и личные симпатии, это наглядно показано в случае с его старинным товарищем, другом и коллегой Альбертом Грейвсом, с которым он был знаком ещё до войны, в бытность последнего сотрудником прокуратуры Санта Терезы, благодаря которому Арчера и пригласили вести его первое, крупное дело, и который, будучи более верным дружбе, даже спас Арчеру жизнь, хотя мог повременить на несколько секунд, и Арчер бы никогда не довёл расследование до конца. Но в другом случае, когда виновной оказывается юная девушка и Арчеру становится об этом известно, он закрывает на это глаза, в связи с тем, что эта девушка только что нашла своего отца.

## Эрудированность и эстетизм
Уровень познаний Арчера, как отмечает Майкл Крейлинг, выше такового у среднестатистического гражданина Соединённых Штатов, и это часто даётся понять в самих романах, — не как у патерского «Мария-эпикурейца», но вполне доступно, что лишний раз делает честь познаниям Макдональда разнообразной литературы всех эпох и жанров. Расследования Арчера, порой могут показаться не такими красивыми как логические конструкции классического детектива. В отличие от Шерлока Холмса или Огюста Дюпена, которые чётко видят картину произошедших и предстоящих событий, целиком, с самого начала каждого рассказа, но лишь постепенно открывают эту картину читателям, а потому могут предотвратить даже то, что ещё не произошло, Арчер узнаёт полную картину одновременно с читателями, и он не в силах предотвратить зло — он может лишь восстановить справедливость. Кроме того, Арчеру приходится работать в обстановке непрерывно меняющихся обстоятельств — каждый миг может произойти нечто такое, что заставит заново переосмыслить всё произошедшее ранее.
Во всех романах Арчер предстаёт всесторонне развитым эрудитом, показывая знание испанского и латыни, а также истории, психологии, мифологии, кинематографа, спорта, балета, гастрономии, архитектуры и дизайна, мебели и декора, моды, кораблестроения, и конечно, изнанки преступного мира. Его познания слишком обширны для типичного литературного детектива. «Истинный Человек эпохи Возрождения», — заключает свою характеристику Вайнкауф. Но как и где Арчер приобрел эти обширные познания? В первую очередь, благодаря своей способности вдумчиво слушать других, не перебивая. На втором месте стоит любознательность — услышав разговор двоих студентов о Парадоксе Зенона — «Ахиллесе и черепахе», Арчер вскоре покупает книгу по античной философии и внимательно перечитывает главу о Зеноне. Говоря об античной философии, нельзя не упомянуть и то, что Арчер является последовательным приверженцем сократовского метода — всё подвергать сомнению.
Недоучка, который и колледж-то не окончил, но при этом разбирается в искусстве, является знатоком работ Ван Гога и Шардена, Гогена и лё Дуанье Руссо, Тулуз-Лотрека, Пикассо и Кокошки, Куниёси и Клее, Риверы и Фримена. В одном из романов, окинув беглым взглядом висящие на стене полотна, за секунду определяет авторство — Ватто и Фрагонара. Лью не просто разбирается, он ценит искусство. И первые мысли, которые его посещают — это не попытка оценить стоимость полотна, сумму, которую можно получить за неё на «Сотби» или «Кристи» (хотя аукционную цену он им знает), а получить эстетическое удовлетворение от просмотра шедевра, или наоборот. Так, он искренне корит себя за то, что не заметил «Гермеса Олимпийского» в квартире клиентки, а в другой раз насмехается над экспрессионистскими работами другой клиентки, которые, как ему представляется, скорее напоминают неудачный тест Роршаха, чем живопись.
Некоторых людей он характеризует не традиционным описанием внешнего вида, сделанным в духе полицейской сводки, а сравнивая с персонажами полотен того или иного живописца. Так, дочь одного из своих клиентов, он видит как кирикову фигуру в удаляющейся перспективе её дома. При этом Арчер весьма стеснительный, и зачастую никому не признаётся, что разбирается в искусстве, напротив, он чаще прибедняется и торопится побыстрее надеть маску простофили, слабо разбирающегося в предмете.
Говоря об эстетических предпочтениях Арчера, можно утверждать что он не выносит так называемого «спонсорского» искусства — портретов меценатов, людей знатных и вельмож, но особенно — богачей и деляг, и картин изображающих сцены их жизни и «благодеяний». Такой жанр он называет «предкопоклонством» и всячески иронизирует над сюжетами подобных картин. Глядя на одно из полотен, на котором изображена кучка толстосумов эпохи железнодорожного бума, в цилиндрах и костюмах XIX века, с кислыми лицами промеж бакенбардов, наблюдающая за тем, как один из их компании, с лицом бульдога, забивает золотой костыль в шпалу свежепроложенной Первой трансконтинентальной железной дороги, — Арчер не обращает внимания на передний план, на котором разворачивается эта сцена, он созерцает скрытое послание художника — буйвола на заднем плане картины, который недоуменно смотрит на происходящее и «выглядит печальным». Как и его создатель — Макдональд, Арчер любит проводить свободное время, наблюдая за птицами, возможно, он орнитолог-любитель. Арчер, в отличие от Филипа Марлоу, играет в шахматы, причём не сам с собой.
Истый меломан и большой знаток джаза, при этом знаком с традициями комической оперы и без труда может отличить «Богему» Джакомо Пуччини, «Пляску смерти» Ференца Листа и гендельского «Саула», напевает в слух произведения Гилберта и Салливана. Однажды, сев за рояль, наигрывает «Сентиментальное путешествие» Артура Грина. Весьма скептически относится к современной музыке, в особенности — к року, который он считает издевательством над музыкальными инструментами.
Хоть он и стремится притвориться профаном и скрывает свои познания драмы и поэзии, классической и современной литературы, Арчер порой делает отсылки к трудам крупнейших деятелей английского Просвещения, произведениям основоположников театра абсурда, демонстрирует свою начитанность и знание фрейдовской «Психопатологии обыденной жизни», «В ожидании Годо» Сэмюэля Беккета, «Моей жизни» Ганди, «Воскресения» Толстого, «Видения Мирзы» Джозефа Аддисона и, конечно же, шекспировского Гамлета. Если Хэммет сам был детективом, Чандлер постоянно оборачивался в голливудских кругах, то Макдональд был простым библиотекарем, и неудивительно что Арчер, подобно своему создателю, такой начитанный и эрудированный — резюмирует Майкл Крейлинг.

## Профессиональный подход
В отличие от своих литературных современников, которые игнорировали закон и приличия, Арчер предпочитает действовать в рамках закона, и ратует за соблюдение закона другими. И несмотря на профессионализм, с которым он взламывает йельский замок при помощи отвёртки, такие случаи скорее очень редкие исключения. Он уважает тайну переписки. Свои тайны он тоже умеет хранить, и не склонен распространяться о своих профессиональных методах и болтать о ходе расследования. Макдональд умело прячет намерения Арчера от всех остальных персонажей, чтобы они были понятны только читателям, и чтобы никто посторонний не смог повлиять на ход расследования. Арчер — это сам Макдональд, и как и его автор, он скрытный человек, который не торопится разглашать о себе всё и сразу. Но тем не менее, если Арчеру и приходится своей скрытностью вводить людей в заблуждение относительно собственной персоны и намерений, это продиктовано исключительно интересами расследования.
Хотя о профессиональный рост персонажа не наблюдается, Лью — специалист высшей пробы с самого начала его приключений, использующий системный подход и в высшей степени профессиональный, — по словам Макдональда, он наделил Арчера лучшими качествами двоих частных сыщиков, которых знал лично. Лью, хоть и не обучался на юридическом факультете, хорошо подкован в правовых вопросах. Знает как федеральные законы, так и законы штата, порядок осуществления полицейских процедур и мероприятий. Одной из сложностей на пути расследований Арчера является неискоренимая убеждённость многих обывателей в том, что все частные сыщики a priori мошенники, но имея продолжительный стаж работы в полиции, и приобретя определённый опыт частного сыска, Арчер достаточно хорошо разбирается в людях, и их внешний облик, и желаемое, выдаваемое ими за действительное, уже не могут обмануть его — вина проступает поверх масок. Арчер обладает уникальным даром «читать» людей, что очень помогает ему в профессиональном плане. Довольно прохладного мнения о выпускниках полицейских учебных заведений, которые адаптируют научный метод к раскрытию преступлений, Арчер не скрывает того, что этому он предпочитает наблюдать за людьми, за их поведением, и на основании этих наблюдений делать выводы. Для такого детектива как Арчер материальные доказательства гораздо менее важны чем его собственная интуиция, и его натуральный талант психолога. В целом, он психолог с детективной лицензией.
Помимо знания законов и полицейской процедуры, Арчер вообще чрезвычайно хорошо эрудирован для своей работы. Его эрудированность и специфическая интеллектуальная порода особенно помогает в раскрытии тайн далёкого прошлого, про которые забыли все, включая их свидетелей и непосредственных участников. Арчер углубляется в прошлое, чтобы разобраться с настоящим, понять как действовать дальше. Что характерно для Макдональда, так это долгое временя, прошедшая между преступлением и его расследованием, и просто византийская паутина запутанных причинно-следственных связей, в которой Арчер чувствует себя подобно призраку из настоящего, отправляющемуся в омут кровавых событий прошлого, а затем, как некая полиция времени, приходит в настоящее и воздаёт за прошлое. Именно основываясь на результатах своих многочисленных бесед, Арчер увязывает прошлое с настоящим чтобы разобраться в происходящем. В сочетании с весьма самобытным способом повествования от первого лица, — хоть повествование это в прошлом времени, — события предстают перед читателем происходящими сегодня и сейчас.

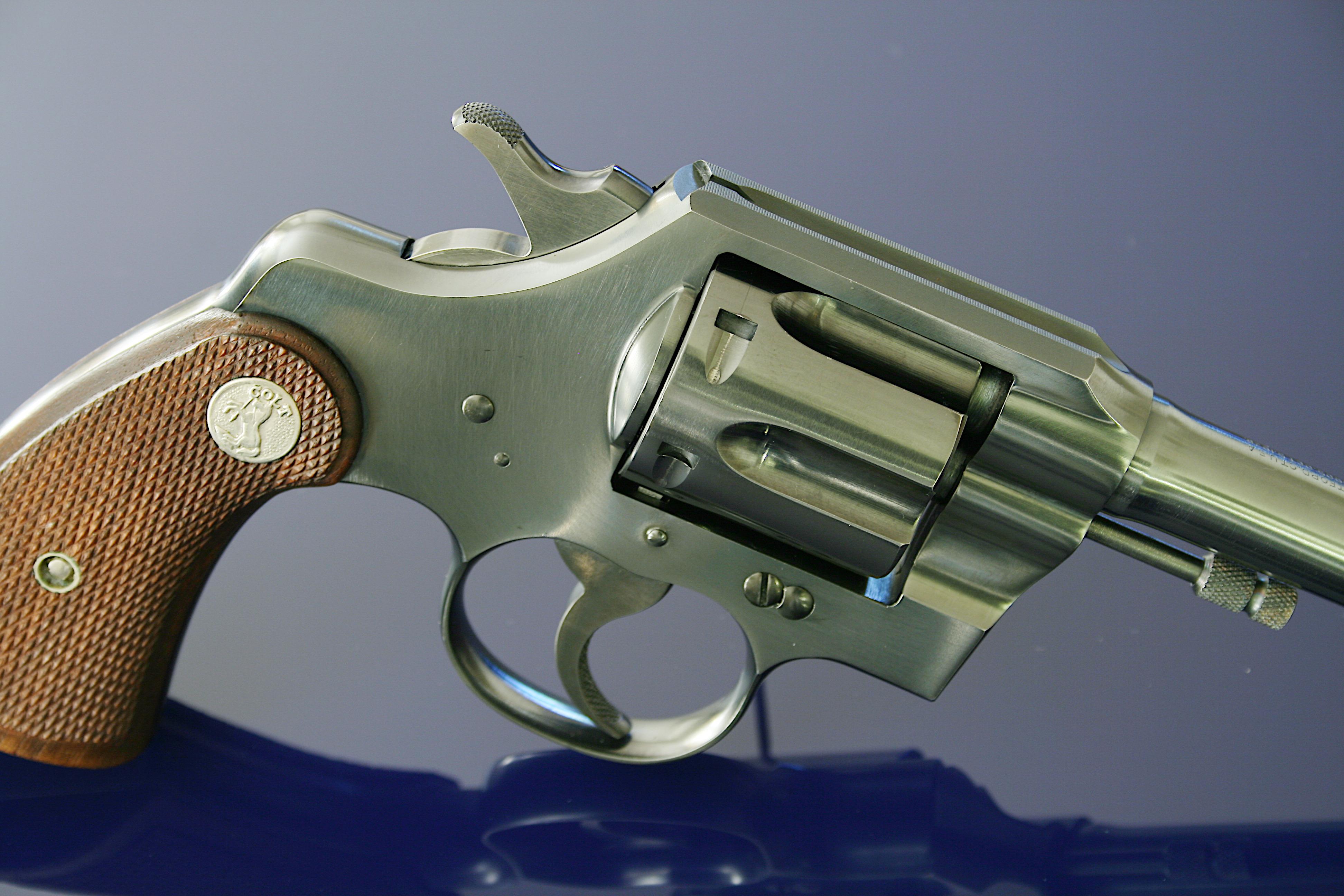
Арчер, в отличие от многих других персонажей крутого детективного жанра, извлекает свой револьвер из кобуры лишь в исключительных случаях. Острый ум — его главное оружие. Но это не означает, что он не умеет им пользоваться. Америка — это Америка, и совсем обойтись без оружия здесь не получится

С собой он носит фотокопию своей лицензии на право занятия частной детективной деятельностью, пачку липовых визиток и, на всякий случай, затёртую звезду помощника шерифа. Стройный и подтянутый, он часто идёт на встречу к клиентам с дипломатом в руке, в ходе бесед чётко излагает свои мысли, не напивается до поросячьего визга и не садится за руль, когда устал. Любит вкусно поесть, предпочитая баранину с яичницей на завтрак и слабо прожаренный стейк на обед. Курит на протяжении последних тридцати лет, но никогда перед обедом. Где-то около 1968 г. ему удалось побороть привычку и бросить курить. В отличие от большинства частных сыщиков, Лью сравнительно малопьющий. Никогда не пьёт на работе и перед обедом. Когда всё же пьёт, то предпочитает Скотч, Бурбон или Джин с тоником. Также был замечен в распитии элей «Чёрная Лошадь» и английского «Басса». Пьёт много кофе, и изредка может позволить себе пропустить бокал коктейля «Гибсона». При этом не стесняется заказывать пиво на светских раутах. Его соотношение с другими персонажами детективного жанра, в первую очередь Марлоу и Спейдом, обыгрывается, в том числе, и в отношении к разного рода угощениям. Так, однажды, когда он вежливо отказался от предложенной клиенткой дорогой выпивки, сказав в ответ на её недоумение: «Я — детектив нового типа», подразумевая что Спейд и Марлоу на его бы месте от этого не отказались. «Меньше пойла — больше сострадания», — как выражается по этому поводу Льюис Мур. Наркотики и сторонники их легализации в его иерархии преданы анафеме.
Новизна его профессионального подхода распространяется и на применение им оружия — карманного пистолета .32 калибра и револьвера .38 калибра. Первый всегда в ящике стола, в офисе, а второй обычно при нём, в наплечной кобуре, но не всегда — часто он просто забывает его там же, в ящике стола, или в бардачке автомобиля. В этом он, конечно, ближе к Спейду и Марлоу, так как применяет оружие, только в крайних случаях — для самозащиты, когда речь идёт о жизни и смерти. Макдональд однажды признался что сам ненавидит оружие, потому неудивительно что его герой в этом подобен своему создателю. То же самое справедливо относительно всяческих технических ухищрений, без которых Арчер лихо обходится.
Нельзя не упомянуть и использование Макдональдом психоанализа, как путеводной звезды для его героя. Вплетение современного психоанализа в классические мифы — одна из главных тем Макдональда в его поздних работах. Ни один другой вымышленный детектив не испытал такого влияния фрейдистских теорий, как Лью Арчер. Как говорил сам Макдональд: «Фрейд превратил миф в психиатрию, а я пытаюсь превратить его обратно в миф своими скромными силами». Психологический подход Арчера в беседах со свидетелями и очевидцами роднит его с Мисс Марпл и Эркюлем Пуаро. «Психологический» — ключевое слово, как о самом Арчере, так и о романах, о нём повествующих.
. Если Спейд был реалистом, а Марлоу — романтиком, то Арчер, вне сомнения, психолог. Авторские познания психоанализа очень сильно отразились на его персонаже, — убеждён профессор литературной компаративистики при Массачусетском университете Деннис Портер, — более, чем у какого бы то ни было детективного персонажа до него. Как результат, Арчер иногда говорит скорее как психотерапевт, нежели сыщик. Со своим подходом к клиентам, Лью оставляет психоаналитиков не у дел — действительно, зачем они нужны, когда есть Арчер?.

## Личная жизнь и отношения с окружающими
Хотя его детективное агентство и состоит из одного его в ходе проведения расследований он всегда с кем-то сотрудничает. С коллегами по цеху — такими же частными сыщиками, с юристами, агентами ФБР, полицией, коронерами, журналистами и многими другими. Это обстоятельство кардинально отличает его от Филипа Марлоу, который всегда работает в одиночку.
Характер работы, график занятости и круг профессиональных знакомств когда-то обошлись Арчеру ценой его собственного брака и семейной жизни.Среди его друзей супруги Арни и Филлис Уолтер, чьему семейному счастью он тайком завидует, и которые ему почти что как семья; и ушедший на пенсию Глен Скотт, который для Арчера является чем-то вроде отца-наставника. Отцовский долг — собрать семью воедино, если семейная жизнь где-то дала трещину и пошла вкось, — долг, который, как отмечает Майкл Крейлинг, всегда ложится на Арчера. Такой вот семейный терапевт, — шутит Крейлинг. Несмотря на то, что Макдональд представляет Арчера в романах обособленным от окружающих, Лью принимает налагаемые обществом ограничения и условности, и не даёт воли своим эмоциям, не поддаётся на провокации, особенно когда рядом с ним дети. Когда речь заходит о женщинах, Арчер вообще выглядит самым сдержанным детективом во всём жанре.

### Тема семьи
Семья, находящаяся в центре повествования в произведениях Макдональда, в свете вновь и вновь открывающихся тайн, выступает своего рода дополнительным испытанием. Во всех романах он выступает в качестве защитника молодежи, подобно тому полицейскому в штатском, который когда-то наставил молодого Лью на путь истинный, и хоть сам он бывает порой чересчур нравоучительным, его нельзя назвать деспотичным или властным в общении с молодежью.
И молодёжь, чувствуя это, стремится к нему под крыло, вплоть до того, что маленький ребёнок спрашивает его: «Ты мой папа, не правда ли?» Очень редко, и лишь для установления истины, он пользуется чужим расположением к себе. Тем не менее, тяга к нравоучениям является откровенно слабой стороной Арчера, и он сам не в силах сопротивляться стремлению пуститься в очередную проповедь, и способен от нравоучений перейти сразу к выговору. Сына Арчеру заменяют молодые люди, которым тот оказывает посильную помощь. Примечательно что почти у всех них есть родители, но те обделяют их вниманием, и дети в результате склонны больше доверять своё самое личное и сокровенное Арчеру, чем несомненно пробуждают у Лью отцовские чувства, которые заставляют его поучать их как собственных детей. Молодежь в романах Макдональда вообще выступает своего рода дверью к раскрытию многих загадок, к которой только надо подобрать подходящий ключ, и Арчер, похоже, этим ключом обладает. Подобно тому как Арчер являлся альтер эго для его создателя, Лью и сам получил доппельгангера в одном из романов.

### Образ спутницы жизни

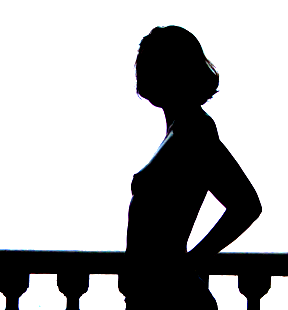
Образ femme fatale занимает особое место в семейных комбинациях, с которыми предстоит столкнуться Арчеру. К чести детектива, любые, даже самые дьявольские искушения, он переносит стоически

В запутанных семейных сюжетах романов Макдональда, всё и вся повязаны друг с другом цепями причин и последствий, в которых и приходится разбираться Арчеру. «Член семьи напрокат», — так его характеризует Каззуто. Особое место в семейных комбинациях Макдональда занимает образ роковой женщины. Причём у Макдональда это не молодая светская львица, а женщина средних лет, под стать главному герою, который, тем не менее, часто вспоминает о своей бывшей жене Сью (хотя она ни разу не появляется ни в одном из романов), и то и дело предаётся скорби по неудавшемуся браку. И кроме неиссякаемой памяти о бывшей жене, у Арчера более нет сколь-нибудь продолжительных отношений с другими женщинами, даже несмотря на то, что он встречает немало привлекательных женщин в своих ранних делах. Поправляясь после огнестрельного ранения в романе «Прощальный взгляд», он всерьёз задумывается о том, что и сам не вечен — взглянув на себя в зеркало он впервые понимает, что значит почувствовать себя старым. В романе «Погребённый» он уже отмечает характерную дряблую кожу под глазами и седину в щетине. В трёх последних романах о приключениях Арчера его характер становится более мягким, и извечный скиталец-бродяга уже испытывает ностальгию по семейной жизни, от которой он когда-то отказался, и уже почти готов пожертвовать своим призванием ради обретения семейного благополучия.
«Уже за сорок, и ни жены, ни детей», — изредка жалуется он на свою жизнь. Новые сведения подтверждают, что у Макдональда были кое-какие планы относительно его «детектива-самаритянина». Литературный архив Макдональда в Ирвайне содержит многочисленные записи о невышедшей книге о приключениях Арчера, где тот узнаёт о его собственной дочери Лорне, родившейся около 1949—1950 года, о которой он и знать не знал, и которую воспитали латиноамериканские эмигранты. В своих рабочих тетрадях с 1974 по 1977 год Макдональд экспериментировал над сюжетом нового романа, в котором появлялась дочь Арчера, и был даже проблеск надежды, что его семья после стольких лет воссоединится. И хотя одинокого Арчера тяжело себе представить не рыскающим по улицам, а спокойно сидящим у семейного очага, у Макдональда всё было возможно, но болезнь не дала ему довести задуманное до конца.
Невышедший роман должен был называться «Дочь Арчера». Очередным клиентом Арчера в нём является, того не ведая, его дочь, которая обращается к нему, чтобы Лью разыскал её отца. Дочь в итоге и предлагает престарелому Арчеру восстановить семью. В книге, которой он планировал поставить точку в приключениях Арчера, и которая так и не вышла, Макдональд планировал заодно избавиться, вот только не от своего литературного героя, а от себя самого. Эпизодический персонаж Кен Палмер (для сравнения, настоящее имя Макдональда — Кен Миллар), погибает одетым в украденное пальто Арчера, будучи ошибочно принят за него.

## Оценки критиков
Арчер, принявший эстафету от Филипа Марлоу, по мнению профессора Колумбийского университета Льюиса Мура, является одним из наиболее впечатляющих дополнений к детективному жанру середины XX века. Работы Макдональда — высший пилотаж литературного стиля для крутого детективного жанра, полный аллюзий и метафор, — такую характеристику даёт им доцент кафедры кинематографа Рочестерского университета Джордж Грелья, при этом называя Макдональда наиболее значительным наследником традиции жёсткого детективного жанра. Макдональд прослыл писателем интеллектуального крутого детектива, полюбившись интеллектуальной части читающей Америки, и получив признание литературных критиков и учёных-литературоведов. произведения об Арчере, его личность, литературный стиль Макдональда, его критика общества и человеческой натуры, религиозные и культурные мотивы, одиночество главного героя делают его приключения исключительно ценными для интеллектуальной читательской аудитории, — таков вывод, который делает доцент кафедры пасторства, культуры и медиа Теологической школы им. Илиффа при Денверском университете Джеффри Мэхен.
Арчер, как и Спейд, ни разу не ударил женщину. В романах Макдональда вообще очень мало жестокости и насилия, по сравнению с зашкаливающими по своему изуверству произведениями некоторых его коллег. Как отмечает Майкл Крейлинг, рассказы об Арчере в корне изменили представление о жанре «нуар», как о бульварном чтиве, вознеся их с уровня макулатуры до уровня литературы, — это не книги из разряда «прочитал и забыл», это произведения, которые перечитывают вновь и вновь. Книги об Арчере являются, по мнению Крейлинга, наиболее показательным достижением американской новеллистики. Дела, которые расследуются Арчером — это не бессвязная череда драк, погонь, тупых полицейских и коварных блондинок, — нет, дела, которые расследует Арчер, из области коллективного бессознательного, и стремление Арчера к пониманию этого бессознательного приближает читателей к реальности, а не дистанцирует от неё, как всякое иное развлекательное чтиво. В отличие от романов Джеймса Джойса или Сэмюэля Беккета с их чрезвычайно сложными, спиралевидными сюжетами, нравственные сюжеты Макдональда в романах об Арчере имеют структуру традиционных европейских фольклорных сюжетов, а потому так близки читателям, — не зря Макдональд, от романа к роману изображает Арчера как народного героя.
Американский писатель и сценарист Уильям Голдман, который писал сценарий для голливудской постановки первого романа об Арчере, заявил однажды, что книги о его приключениях — это лучшие детективные романы, когда-либо написанные американцем. Как отмечает один из ведущих культурологов США, декан факультета массовой культуры Университета Боулинг Грин в Огайо Рэй Броуни, все романы о его приключениях написаны очень подходящим стилистически картинным стилем и живым языком, — честность и скромность были главными спутниками Макдональда, а со страниц своих произведений он делился с читателями своими наблюдениями о жизни и людях, — так отзывается о творчестве Макдональда Рэй Броуни.
После того как Спиллейн со своим Хаммером очернил всё хорошее, что было в крутом детективе, пантеон поздних американских писателей, за исключением Макдональда, уже не имел таких столпов как Хэммет и Чандлер, — убеждён Дж. Грелья. Макдональд предложил читающей публике истинное литературное удовольствие читать его интеллектуальные произведения, в которых Арчер, противостоящий опасностям мыслью и трезвым расчётом, вместо бездумной силы или грозного вооружения, увлекательно совмещает приключения с разгадыванием загадок. Романы об Арчере — пример власти рационального над эмоциональным, и разумной иронии над иррациональным. Такая стихия, по мнению Дж. Мэхена, импонирует интеллектуальному читателю. Арчер, который хоть и дистанцировал себя от всего остального общества, уважаем персонажами всех сословий, и предстаёт как современный мудрец, ведущий заблудших на светлую тропу.

## Аллюзии

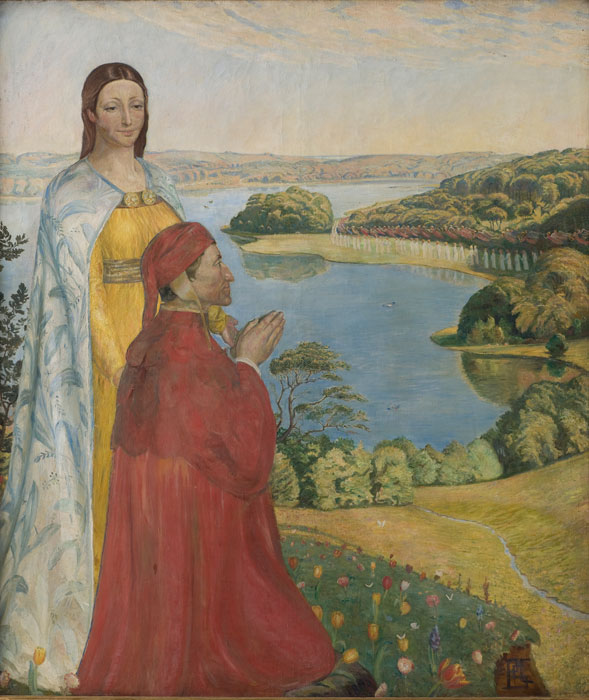
Отсылки к «Божественной комедии» присутствуют во многих романах об Арчере. Лью то и дело примеряет на себя образ Данте

Произведения Макдональда полны символизма, в размышлениях и диалогах Арчера часто встречаются открытые или завуалированные отсылки к произведениям других писателей и фольклорным сюжетам. Макдональд вообще умел вплетать традиционные сюжетные линии мифов и легенд в события современности.
В различных романах об Арчере присутствуют отсылки к Диогену, Т. С. Элиоту, Джозиа Томпсону и даже Исааку Бабелю. Повсеместно встречаются отсылки к софокловскому «Царю Эдипу» (в работах Макдональда встречаются детоубийства и отцеубийства).
Очень часто в Арчере воплощён эмерсоновский «универсальный человек», и подобно куперовскому Нату Бампо, Арчер осваивает фронтир, следопытствует в краях, полных неизведанными опасностями. Название романа «Погребённый» (англ. The Underground Man) содержит метафорическую отсылку к «Запискам из подполья» Достоевского.
Можно встретить весьма своеобразное пересказание на современный лад историй Адама и Евы, Авраама и Исаака, воскрешения библейского Лазаря, противоборства Ахиллеса и Гектора, любви Тристана и Изольды, убийства Томаса Бекета.
В ранних романах об Арчере, Макдональд неоднократно использовал отсылки к христианскому труду «О граде Божьем» Блаженного Августина, показанные через призму нравственных исканий Арчера.
Отдельные сюжеты напоминают Артуриану, где странствующий рыцарь Арчер должен проделать долгий путь к Часовне Мерлина, или же сплава по реке подземного мира в подземное царство, откуда простому смертному нет пути назад, что ещё более превращает детектива в храброго рыцаря, сражающегося со злом во имя правды, но поскольку мифический Дракон, судя по всему, олицетворяет собой всё общество, то и храбрецу приходится довольствоваться лишь частными победами в отдельных сражениях, в войне, в которой не победить. Старуха Фемида здесь принципиально не в состоянии справиться с положением, поэтому победа, одержанная детективом, имеет как бы локальный характер, — отмечает Юрий Каграманов. А вместо Города Ангелов и Священного Леса, Арчер находит Лос-Анджелес и Голливуд.
Настойчивые отсылки к Данте, создают в романах впечатление, что Лью живёт среди проклятых. Как отмечает доцент кафедры итальянского языка и литературы Дублинского Тринити-колледжа Кормак О’Килленен, в романе «Полосатый катафалк» присутствуют как прямые, так и скрытые отсылки к «Божественной комедии». В то время, как первые дают читателям общее представление о сходстве происходящего с сюжетом Данте, вторые подогревают читательский интерес. В ряде других романов автор также показывает своё хорошее знание Данте — персонажей его Ада и Чистилища, но не хвастается этим, как другой бы на его месте. Чистилище Данте является метафорическим изображением самого существования Арчера, и его постоянного стремления к познанию. Мерило Данте здесь заключается в повторении идеи, что каждый человек, своими поступками в конечном счёте заслуживает себе либо поощрение, либо наказание. Подобно тому как Данте, заблудившемуся однажды в дремучем лесу, его умершая возлюбленная Беатриче посылает в помощь поэта Вергилия, схожим образом завязываются отношения Мисс Блеквелл и Арчера и происходят дальнейшие события.
И Ад, и Чистилище и Рай Данте предстают в романе «Полосатый катафалк» в виде далёкой Мексики, где Арчер встречает американцев, образно выражаясь «изгнанных» из Штатов за разные прегрешения, и становится посредником, связным между миром, в котором он пребывал до сих пор, и потусторонним миром, связи между которыми, при других обстоятельствах, нет. Статичность этих персонажей, при динамизме самого Арчера, лишь подтверждает схожесть с «Комедией» Данте.

## Место действия и обстановка
Южная Калифорния у Макдональда — это не раскинувшийся на мили вокруг, мультикультурный Лос-Анджелес с пёстрым этно-национальным составом и не похожими друг на друга пригородами, а зажиточная, преимущественно белая Санта Тереза, где и разворачиваются многие его расследования. Хоть события и происходят в Калифорнии, ранние его дела связаны с чикагской и вегасской мафиозными группировками.
Как и Чандлер, Макдональд, относится к категории американцев, выросших на чужбине, и воспитывавшихся преимущественно женщинами, поэтому Арчера, хоть он и родился, и вырос в Калифорнии, Макдональд представляет эдаким наполовину чужаком, завороженным, но не заколдованным от наблюдения за жизнью местных. Под местными Макдональд понимал калифорнийских богачей, живущих компактно в своей среде и оградившихся от остального мира, — как от других местных жителей, так и пришлых. Богачи в романах Макдональда выглядят виновнее всех, вероятно вследствие того, что Макдональд руководствовался максимой, укоренившейся в народном сознании, что большие деньги не могут быть чистыми. Поэтому преступный мир и мир богатства в его романах, хоть и находятся на разных плоскостях, но всегда тесно переплетаются, часто — кровавыми узами. Кроме того, если не брать во внимание самого Арчера, то почти все остальные высокообразованные и интеллектуальные персонажи, которых он встречает на своём жизненном пути, являются преступными гениями, и свой интеллект посвящают целям, противоположным тем, которыми руководствуется Арчер. Особенно это касается тех из них, которые являются врачами, и нарушили клятву Гиппократа. С одной стороны, это — аллегория, где преступления является тяжким недугом общества, в котором совершаются, ввергая в болезненное состояние весь социальный организм. С другой — это старинная антипатия эрудиции, традиционная для американской литературы ещё со времён Следопыта.

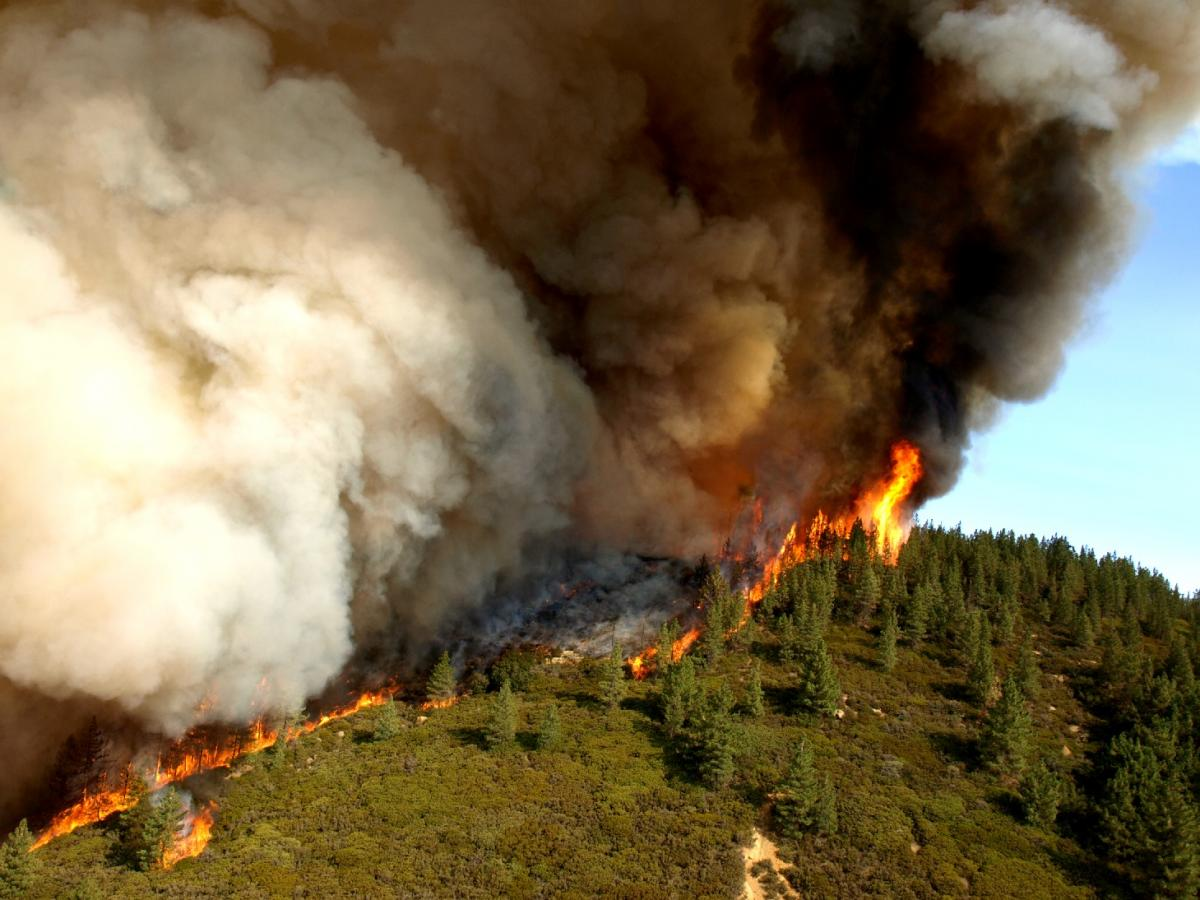
Калифорнийские лесные пожары и другие стихийные бедствия, бушующие в романах Макдональда параллельно с расследованиями, которые ведёт Лью Арчер, аллегорически передают социальные болезни американского общества

Выбор Калифорнии был неслучайным. Поначалу она виделась Макдональду как место, где зарождается новый мир. Однако, со временем интонации его изменились, и в одном из более поздних романов, Макдональд назовёт Калифорнию адовым местом, наполненным ворами, убийцами и жульём. Калифорния Макдональда разительно отличается и от послевоенной Калифорнии Чандлера. Что также немаловажно в Калифорнии Макдональда, в более поздних работах об Арчере — обостряющийся разрыв поколений, который разворачивается на фоне типичных сюжетных линий о пропавших детях или их родителях, непременно с жестокой развязкой. Своей популярностью в 1960-е годы, книги Макдональда обязаны в немалой степени именно этой тематике отношений отцов и детей.
Немаловажной деталью поздних романов об Арчере является накалённая обстановка американских шестидесятых, с возникающими, как грибы после дождя общественными организациями, молодёжными движениями, массовыми беспорядками, стихийными протестами и прочими атрибутами либерализации общества, и Арчер порой даже тайком симпатизировал некоторым из этих групп. Глубоко символичны природные катаклизмы в романах Макдональда. Стихийные бедствия и техногенные катастрофы попросту повторяют собой семейные неурядицы и социальные болезни, которыми страдает всё американское общество.
Пожары, бушующие на калифорнийских холмах, также весьма символичны. Огонь в данном случае — это литературная аллегория апокалипсиса. Арчер слышит «дыхание» пожара, как если бы тот был живым существом, и в какой-то степени человекоподобным. Неотвратимость коллективной ответственности за произошедшее — вот как можно охарактеризовать общую идею романов Макдональда. В романах Макдональда глубоко символична связь между судьбами и поступками персонажей, и природой, что отображается в том числе и на местном пейзаже.
Макдональд считал главного героя своих произведений комическим персонажем, потому как тот выживал при самых трагических обстоятельствах. Как убеждён Майкл Крейлинг, Арчер не из тех героев которых можно назвать спасителями, и не его добродетельная личность тому виной, но место действия, — Южная Калифорния — не то место, где живут ищущие или заслуживающие спасения. Ведь Арчеру известна горькая правда о том, что в Калифорнии ничего больше не осталось, кроме жадности и порока. И не судьба Арчеру вернуть благодать в Калифорнию — безблагодатное место. Арчер, добиваясь правды в каждом отдельном случае, в общем даже не мечтает изменить падший калифорнийский мир, который, по его мнению, пошёл наперекосяк, и в свете людских пороков затмил собою Тихий океан, превратив его в небольшую лужу. При прочтении романов Макдональда вообще создаётся стойкое убеждение, что преступный путь — это явление социальной среды, а не свободный выбор индивида.

## Кинематографические постановки

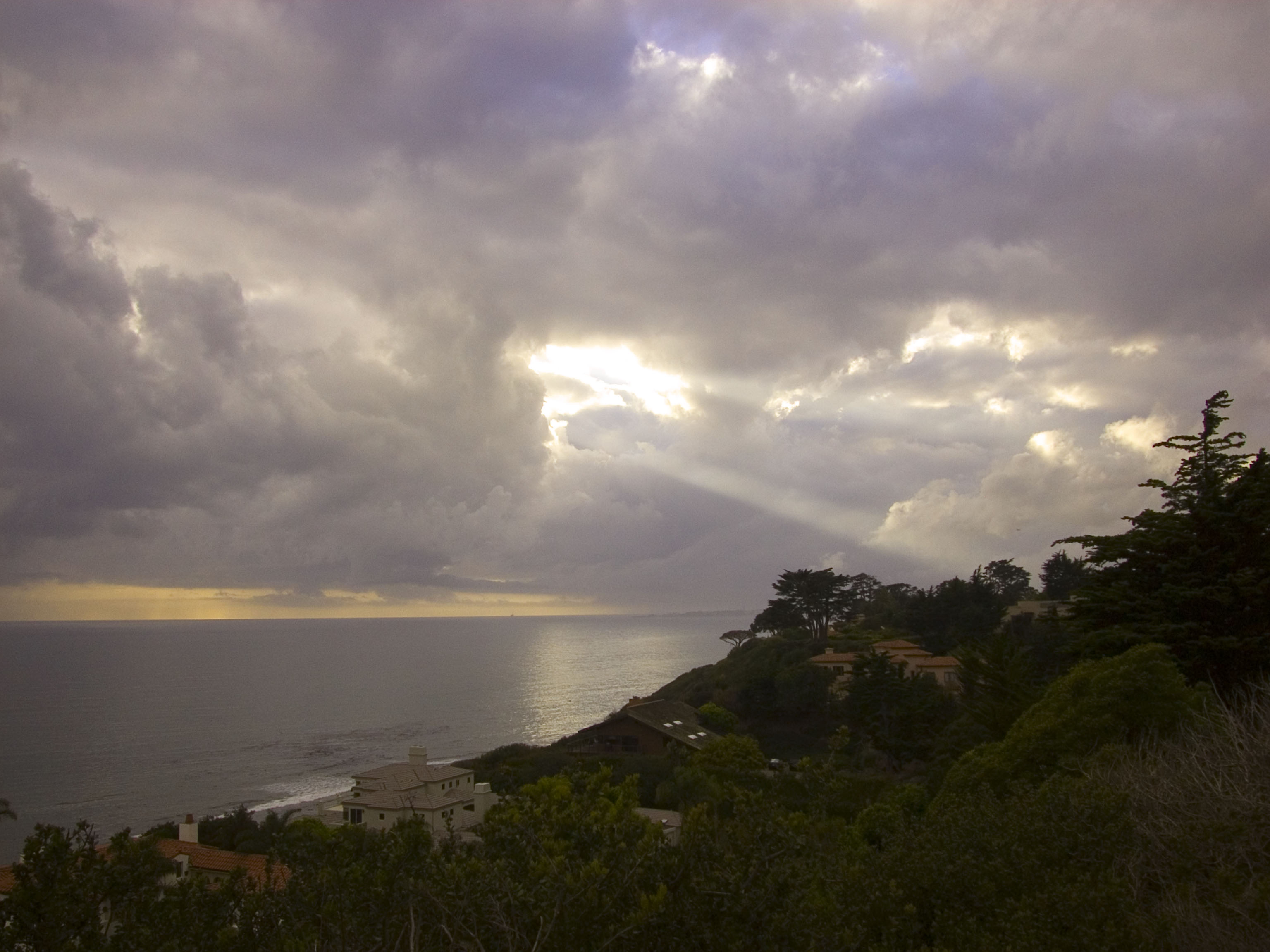
На снимке: Тихоокеанский берег в Санта Барбаре, где жила семья Макдональда. Океан стал естественной преградой для первопроходцев, осваивавших американские просторы на протяжении предыдущих столетий. После того как процесс освоения, достигнув своих пределов, прекратился, начался процесс нравственного падения. Тихий океан предстаёт во многих романах о приключениях Лью Арчера, подобно сказочной стене, о которую разбиваются надежды на достижение американской мечты. Её больше нет, американская мечта выродилась в американское проклятие, столицей которого стал не Новый Иерусалим, а Голливуд — место, посвящённое служению иллюзиям

Три произведения из цикла приключений Арчера были экранизированы. Первой экранизацией романов об Арчере стал фильм «Харпер» (1966), поставленный по книге «Живая мишень», с Полом Ньюманом в главной роли. По мнению голливудского историка и биографа Лоуренса Куирка, Ньюман не осознал сути своего персонажа, и хотя, как и подобает первоклассному актёру, он глубоко вошёл в образ, вот только в чей? Да, определённо, он играл персонажа, основанного на литературном оригинале Макдональда. Но экранный Арчер в исполнении Ньюмана весьма далёк от своего литературного образца. К слову сказать, и зовут-то его не Арчер, а Харпер. Всё дело в том, что Ньюман, как и многие его голливудские коллеги, был суеверным человеком, и после успеха своих предыдущих картин «Хад» и «Хастлер», он был одержим идеей, что его следующий фильм тоже должен начинаться на «Ха». Первым кандидатом на эту роль был другой популярный актёр и певец Фрэнк Синатра, но Ньюман был на тот момент звездой, и продюсер фильма даже пожертвовал первым режиссёром картины, после того как Ньюман одобрил сценарий, ранее им раскритикованный.
Ньюман получил за съёмки 750 тыс. долл. Был подобран звёздный актёрский состав, на роль клиентки детектива была приглашена вдова Хамфри Богарта — актриса Лорин Бэколл. Фильм, в итоге, имел коммерческий успех и только добавил Ньюману популярности. Впрочем, типаж играемого персонажа соответствовал тогдашнему Ньюману, отметившему своё сорокалетие, спящему в лучшем случае по пять часов в сутки, далеко не бедному человеку, но и не считающему себя богатым, особенно учитывая его постоянные расходы на жён, прошлую и нынешнюю, и пятерых детей. Успех фильма был таковым, что Ньюман стал очередным секс-символом для женской половины Америки. «Харпер» стал звёздным часом для Ньюмана.
В 1974 году телерадиокомпанией «Эн-би-си» был выпущен телевизионный фильм по мотивам «Погребённого», с Питером Грейвсом в роли Арчера. По мнению Дж. Мэхена, этот фильм более достоверно передал послевоенную Калифорнию, нежели предыдущий блокбастер.
Чуть позже, в январе—марте 1975 года, в эфире той же «Эн-би-си» шёл шестисерийный телесериал, где роль Арчера сыграл Брайан Кит.
В том же 1975 году, через десять лет после «Харпера», был снят другой фильм с Ньюманом в главной роли — экранизация романа «Засасывающий омут». Другой американский историк кино Уильям Шоаль назвал сценарий настолько примитивным, что даже «голубоглазка» Ньюман, по его словам, не способен был вытянуть фильм. Саму игру Ньюмана, критик охарактеризовал «вычурно-жеманной». По мнению Лоуренса Куирка, Ньюман играл роль так, будто бы он не умудрённый опытом, разменявший «полтинник» мужчина, а двадцатилетний парнишка. Хотя те же проблемы преследовали Ньюмана, к ним ещё добавились измена жены с молодым хореографом и беспробудное пьянство самого Пола. Ещё двадцать три года спустя, в 1998 году, Ньюман играет полицейского детектива в нео-нуарном фильме «Сумерки», который по словам Куирка, является тем же самым Арчером-Харпером 30 лет спустя.